# Staszów
Das an der Czarna Staszowska gelegene Staszów ist Gemeindesitz und Kreisstadt in Polen in der Woiwodschaft Heiligkreuz etwa 53 km südöstlich von Kielce. Die Gemeinde hatte im Jahr 2006 26.492 Einwohner, ihr Hauptort 15.499 Einwohner, die Landgemeinde 10.993 Einwohner. In Staszów kreuzen sich drei Eisenbahnlinien, darunter die Breitspurbahn Linia Hutnicza Szerokotorowa.

## Geschichte
Der Ort wird im Jahr 1241 erstmals erwähnt. Die dem Heiligen Bartholomäus geweihte Backsteinkirche wurde 1345 fertiggestellt. 1525 erhielt Staszów das Privileg, dreimal im Jahr einen Jahrmarkt abzuhalten. Um 1580 traten die Polnischen Brüder auf. 1718 wurde die Synagoge errichtet. 1731 kam der Ort unter die Herrschaft der Czartoryski.
1795 fiel Staszów mit der Dritten Polnischen Teilung an Österreich. 1809 kam die Stadt an das Herzogtum Warschau. 1815 fiel der Ort an das Königreich Polen. Nach Ende des Ersten Weltkriegs kam der Ort wieder zum neu entstandenen Polen. Die jüdische Gemeinde, die 1930 55 % der Bevölkerung ausmachte, fiel dem Holocaust zum Opfer; die Ermordung einer Vielzahl jüdischer Bewohner am als „Schwarzer Sonntag“ bezeichneten 8. November 1942 beschreibt der Sefer Staszów. 1944 wurde der Ort durch Bombardements zu 80 % zerstört. 1954 wurde Staszów wieder Kreisstadt.
Im Oktober 2022 wurde das Denkmal für die im Zweiten Weltkrieg gefallener Soldaten der Roten Armee abgerissen. „Die Sowjets haben 1945 nicht die Freiheit gebracht, sondern eine neue Versklavung“ erklärte Karol Nawrocki, Leiter des polnischen Instituts für Nationales Gedenken (IPN) dazu.

## Gemeinde
Zur Gmina Staszów gehören die Ortsteile Czajków Północny, Czajków Południowy, Czernica, Dobra, Gaj Koniemłocki, Grzybów, Jasień, Koniemłoty, Kopanina, Krzczonowice, Krzywołęcz, Kurozwęki, Łaziska, Lenartowice, Łukawica, Mostki, Niemścice, Oględów, Poddębowiec, Podmaleniec, Ponik, Sielec, Smerdyna, Stefanówek, Sztombergi, Wiązownica Duża, Wiązownica Mała, Wiązownica-Kolonia, Wiśniowa, Wiśniowa Poduchowna, Wola Osowa, Wola Wiśniowska, Wólka Żabna, Zagrody und Ziemblice.

## Sehenswürdigkeiten
- Die St.-Bartholomäus-Kirche.

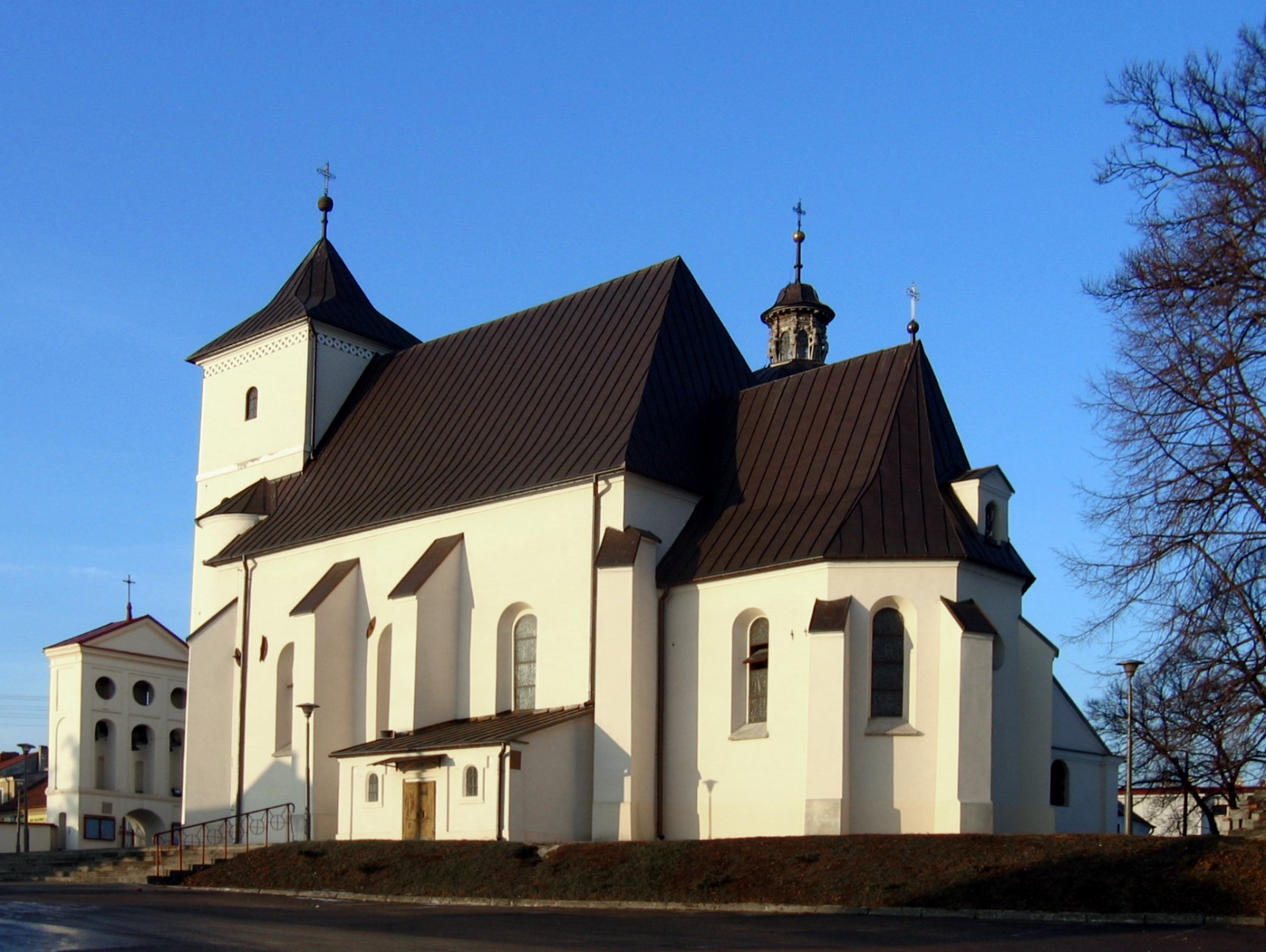
Die St.-Bartholomäus-Kirche

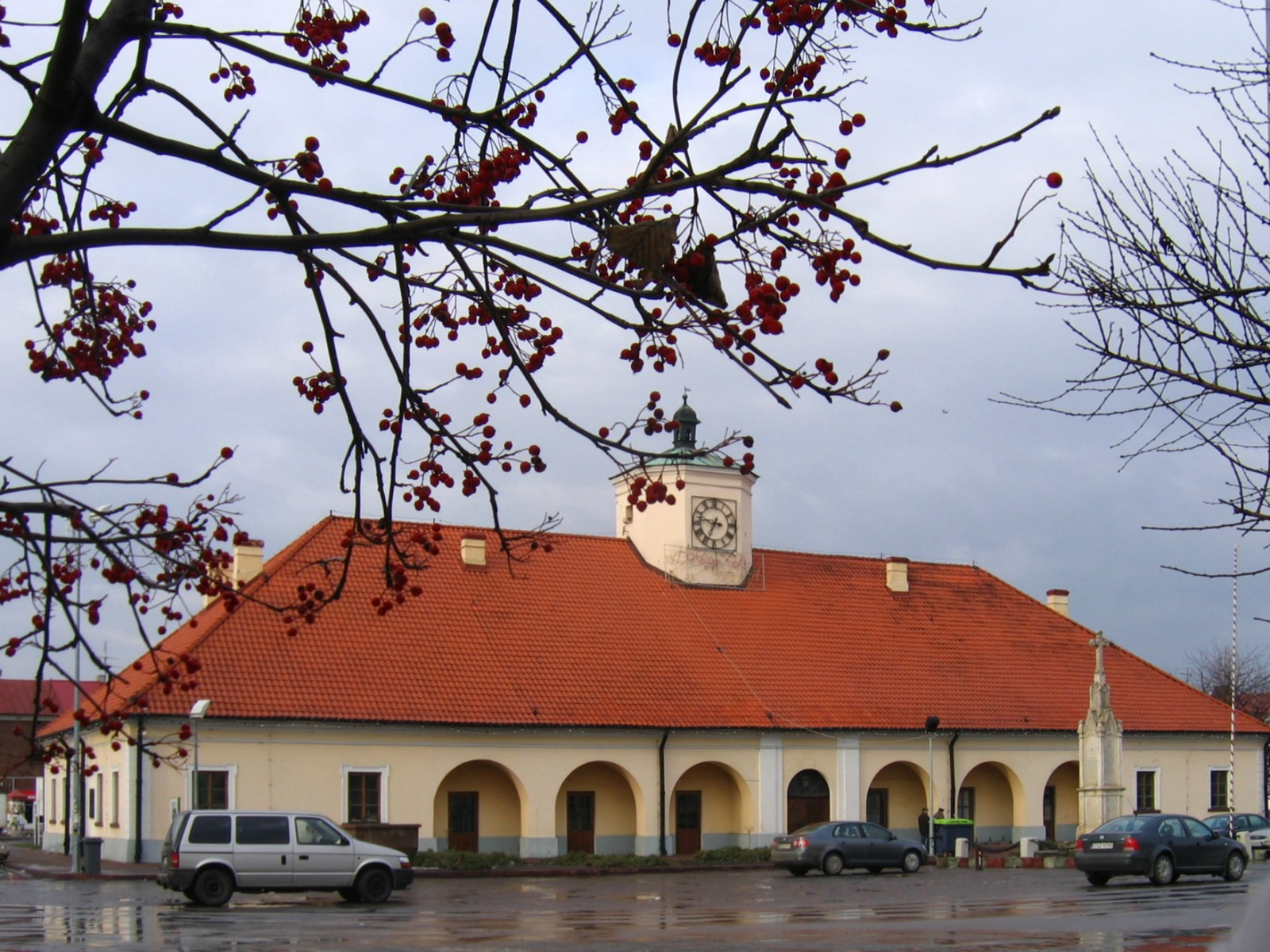
Rathaus auf dem Marktplatz

- Steinhäuser am Marktplatz (Rynek) und Rathaus.

## Söhne und Töchter der Stadt
- Andrzej Dutkiewicz (* 1942), Komponist, Pianist und Musikpädagoge
- Jesekiel David Kirszenbaum (1900–1954), polnisch-französischer Maler und Karikaturist